# Henry Percy

Wappen des Henry Percy

Sir Henry Percy KG („Harry Hotspur“; * 20. Mai 1364 in Alnwick; ⚔ 21. Juli 1403 bei Shrewsbury) war ein englischer Adliger, der zunächst Freund und Parteigänger, dann Feind von König Heinrich IV. war.

## Leben
Henry Percy war der älteste Sohn von Henry Percy, 1. Earl of Northumberland, und dessen Gattin Margaret Neville. Er machte schnell militärische Karriere und erwarb sich als „Harry Hotspur“ (Heißsporn) in Schlachten gegen Schotten und Franzosen einen Ruf. 1388 wurde er in der Schlacht von Otterburn von den Schotten gefangen genommen, aber gegen Lösegeld wieder freigelassen. Im selben Jahr wurde er als Knight Companion in den Hosenbandorden aufgenommen. Von 1393 bis 1395 war er Gouverneur von Bordeaux, das damals angevinische Besitzung war. 1399 unterstützte er seinen Freund und Waffengefährten Henry Bolingbroke gegen dessen Cousin König Richard II. Als Bolingbroke jedoch als Heinrich IV. König geworden war und weitere Zusagen, die er den Percys gegeben hatte, nicht einhielt, rebellierten Henry, sein Vater und sein Onkel Thomas Percy, 1. Earl of Worcester, gegen den König. Am 21. Juli 1403 kam es zur Schlacht von Shrewsbury. Harry Hotspur war der Anführer des Rebellenheeres. Da jedoch die erhoffte Unterstützung durch den walisischen Rebellenführer Owain Glyndŵr ausblieb, hatte Hotspur gegen das zahlenmäßig überlegene Heer des Königs keine Chance. Er wurde in der Schlacht getötet.
König Heinrich IV. bestattete ihn zunächst ehrenvoll. Als jedoch im Norden Gerüchte zu zirkulieren begannen, Hotspur wäre noch am Leben, ließ er dessen Leichnam exhumieren. Er wurde in vier Teile geteilt, die man in ganz England herumschickte, während sein Kopf am Stadttor von York aufgespießt wurde.

## Familie
Henry Percy heiratete um 1379 Lady Elizabeth Mortimer (1371–1417), Tochter der Edmund Mortimer, 3. Earl of March und der Philippa Plantagenet, 5. Countess of Ulster. Sie hatten drei Kinder:
- Henry Percy, 2. Earl of Northumberland (1392–1455), ⚭ 1414 Lady Eleanor Neville, Tochter des Ralph Neville, 1. Earl of Westmorland;
- Elizabeth Percy (um 1402–1437), ⚭ (1) John Clifford, 7. Baron de Clifford, ⚭ (2) 1426 Ralph Neville, 2. Earl of Westmorland;
- Mathilda Percy († jung).

Seine Witwe heiratete um 1406 Thomas de Camoys, 1. Baron Camoys.

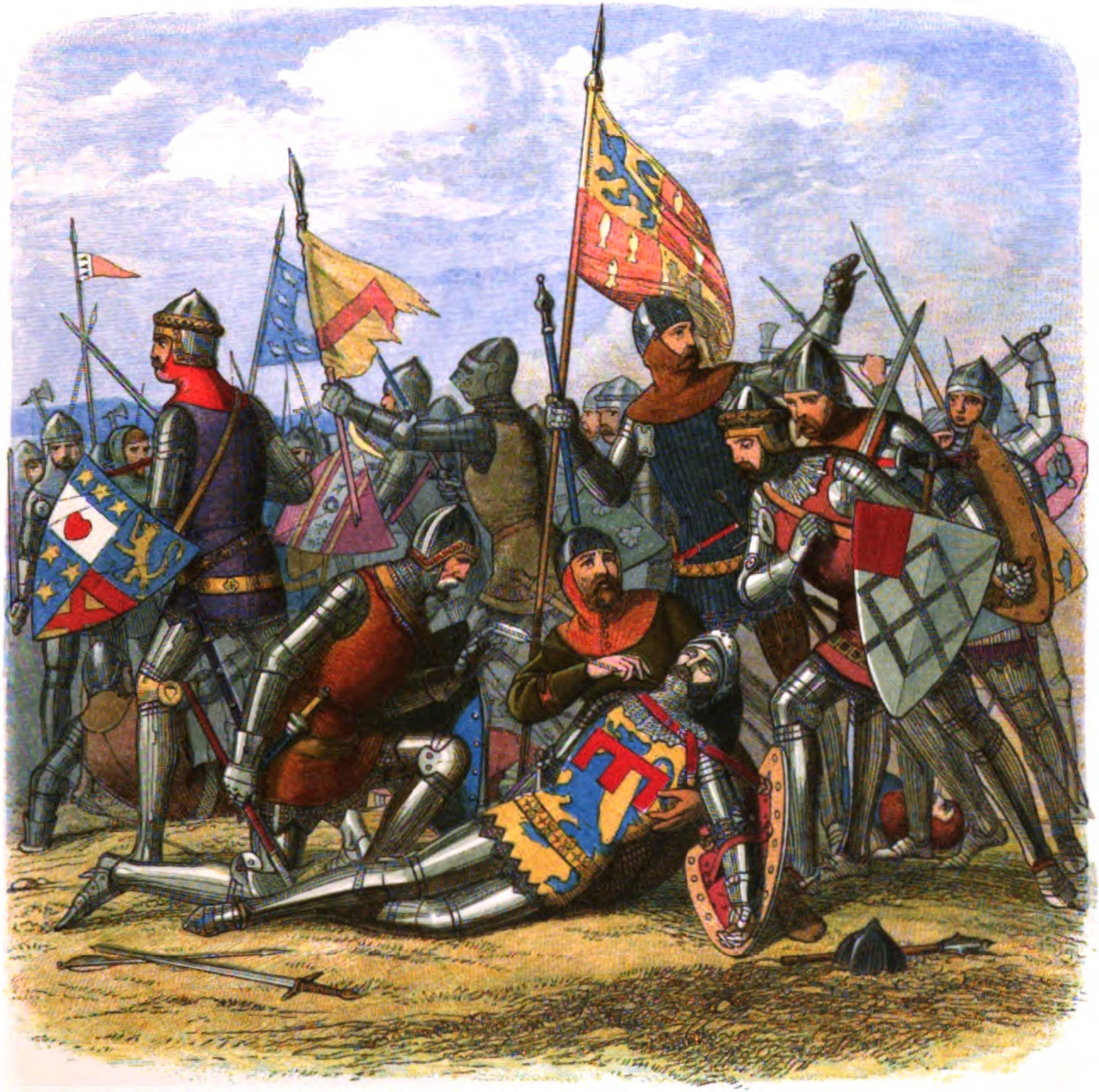
Der Tod des Henry Percy (historisierende Darstellung von 1864)

## Rezeption
In William Shakespeares Königsdramen Heinrich IV., 1. und 2. Teil, dient Harry Hotspur als Gegenbild zu Prinz Harry, dem Sohn von Heinrich IV. und späteren König Heinrich V. Während der Prinz ein liederliches Leben in Gesellschaft von John Falstaff führt, heimst Harry Hotspur militärischen Ruhm ein. Am Ende jedoch ist es Prinz Harry, der den zum Verräter gewordenen Hotspur im Zweikampf besiegt. In Wahrheit war Hotspur über 20 Jahre älter als Heinrich V.
Der Londoner Fußballverein Tottenham Hotspur ist nach Sir Henry Percy benannt.

## Sekundärliteratur
- A. W. Boardman: Hotspur. Henry Percy: Medieval Rebel. Sutton Publishing, Stroud Gloucestershire 2003, ISBN 0-7509-2878-6.
- Simon Walker: Percy, Sir Henry [called Henry Hotspur] (1364–1403). In: Oxford Dictionary of National Biography. Oxford University Press, 2004, ISBN 0-19-861411-X, doi:10.1093/ref:odnb/21931.
- James Tait: Percy, Henry (1364–1403). In: Sidney Lee (Hrsg.): Dictionary of National Biography. Band 44: Paston – Percy. MacMillan & Co, Smith, Elder & Co., New York City / London 1895, S. 395–399 (englisch, Volltext [Wikisource]).